# Eocorythoderus incredibilis
Genre
Espèce
Eocorythoderus incredibilis, unique représentant du genre Eocorythoderus, est une espèce d'insectes coléoptères de la famille des Aphodiidae. Ce scarabée a été découvert en 2012 par Munetoshi Maruyama à Angkor Vat,. Comme toutes les espèces de la tribu des Corythoderini, il mène une vie associé aux termites.

## Répartition
Cette espèce est endémique du Cambodge. Elle se rencontre dans des termitières de l'espèce Macrotermes gilvus.

## Description
Ce scarabée est dépourvu d'ailes et presque aveugle. Il sécrète des substances qui l'identifient comme une larve de termite, et sa carapace est munie d'une sorte de crochet permettant aux termites de le saisir et de le transporter dans leur nid, où Eocorythoderus incredibilis peut se nourrir.

## Publication originale
- Maruyama, 2012 : A new genus and species of flightless, microphthalmic Corythoderini (Coleoptera: Scarabaeidae: Aphodiinae) from Cambodia, associated with Macrotermes termites. Zootaxa, no 3555, p. 83-88.